# Івашка
Івашка (рос. Ивашка) — село у Карагінському районі Камчатського краю Російської Федерації.
Населення становить 545 (2018)  осіб. Входить до складу муніципального утворення село Івашка.

## Історія
До 1 червня 2007 року у складі Коряцького автономного округу Камчатської області, відтак у складі Камчатського краю. Згідно із законом від 2 грудня 2004 року органом місцевого самоврядування є село Івашка.

## Населення
| 2002 | 2007  | 2008 | 2010 | 2012 | 2013 | 2014 |
| ---- | ----- | ---- | ---- | ---- | ---- | ---- |
| 1149 | ↘1034 | ↘910 | ↘668 | ↘665 | ↘635 | ↘598 |
| 2015 | 2016  | 2017 | 2018 |      |      |      |
| ↘572 | ↘554  | ↘551 | ↘545 |      |      |      |